# Autriche aux Jeux olympiques d'hiver de 1994
L'Autriche participe aux Jeux olympiques d'hiver de 1994, organisés à Lillehammer en Norvège. Cette nation prend part aux Jeux olympiques d'hiver pour la dix-septième fois de son histoire. La délégation autrichienne, formée de 80 athlètes (65 hommes et 15 femmes), remporte 9 médailles (2 d'or, 3 d'argent et 4 de bronze) et se classe au neuvième rang du tableau des médailles.